# Municipio de Hanover (condado de Jo Daviess)
El municipio de Hanover (en inglés: Hanover Township) es un municipio ubicado en el condado de Jo Daviess en el estado estadounidense de Illinois. En el año 2010 tenía una población de 1201 habitantes y una densidad poblacional de 8,16 personas por km².

## Geografía
El municipio de Hanover se encuentra ubicado en las coordenadas 42°14′39″N 90°18′5″O / 42.24417, -90.30139. Según la Oficina del Censo de los Estados Unidos, el municipio tiene una superficie total de 147.19 km², de la cual 134,95 km² corresponden a tierra firme y (8,32 %) 12,24 km² es agua.

## Demografía
Según el censo de 2010, había 1201 personas residiendo en el municipio de Hanover. La densidad de población era de 8,16 hab./km². De los 1201 habitantes, el municipio de Hanover estaba compuesto por el 95,92 % blancos, el 1,08 % eran afroamericanos, el 0,08 % eran amerindios, el 0,25 % eran asiáticos, el 0,92 % eran de otras razas y el 1,75 % eran de una mezcla de razas. Del total de la población el 3,75 % eran hispanos o latinos de cualquier raza.